# Orlando Miracle 2000
La stagione 2000 delle Orlando Miracle fu la 2ª nella WNBA per la franchigia.
Le Orlando Miracle arrivarono terze nella Eastern Conference con un record di 16-16. Nei play-off persero la semifinale di conference con le Cleveland Rockers (2-1).

## Roster
| N° | Naz.                   | Ruolo | Sportivo          | Anno | Alt. | Peso |
| -- | ---------------------- | ----- | ----------------- | ---- | ---- | ---- |
| 5  | Stati Uniti (bandiera) | G     | LaCharlotte Smith | 1974 | 170  | 68   |
| 6  | Stati Uniti (bandiera) | A     | Jannon Roland     | 1975 | 180  | 76   |
| 10 | Stati Uniti (bandiera) | A     | Carla McGhee      | 1968 | 188  | 78   |
| 11 | Stati Uniti (bandiera) | C     | Taj McWilliams    | 1970 | 191  | 83   |
| 12 | Stati Uniti (bandiera) | G     | Tiffany Wait      | 1978 | 178  | 73   |
| 14 | Stati Uniti (bandiera) | G     | Shannon Johnson   | 1974 | 170  | 67   |
| 15 | Rep. Ceca (bandiera)   | G     | Romana Hamzová    | 1970 | 175  | 67   |
| 22 | Stati Uniti (bandiera) | A     | Jessie Hicks      | 1971 | 193  | 85   |
| 24 | Stati Uniti (bandiera) | G     | Cornelia Gayden   | 1971 | 175  | 68   |
| 28 | Brasile (bandiera)     | A     | Cíntia Tuiú       | 1975 | 193  | 82   |
| 31 | Stati Uniti (bandiera) | G     | Adrienne Johnson  | 1974 | 178  | 68   |
| 42 | Stati Uniti (bandiera) | G     | Nykesha Sales     | 1976 | 183  | 73   |
| 50 | Stati Uniti (bandiera) | G     | Elaine Powell     | 1975 | 175  | 73   |

## Staff tecnico
- Allenatore: Carolyn Peck
- Vice-allenatori: Rick Stukes, Charlene Thomas-Swinson